# مارکوس ترین
مارکوس‌ترین (انگلیسی: Marcus Thrane؛ ۱۴ اکتبر ۱۸۱۷ – ۳۰ آوریل ۱۸۹۰) روزنامه‌نگار، نمایش‌نامه‌نویس، عکاس، خبرنگار و رهبر اولین جنبش کارگری در نروژ بود که بعدها به عنوان جنبش «ترین» نامگذاری شد.

## زندگی
مارکوس‌ترین در اسلو به دنیا آمد بعد از مدتی پدرش که یک بازرگان و مدیر عامل بانک بود، بخاطر دست داشتن در یک فساد دستگیر شد که به شهرت خانواده لطمه زد. در سن ۱۵ سالگی مارکوس یتیم شد و مجبور شدکه به نزد دوستان خانوادگی اش برود.
در سال ۱۸۳۷، مارکوس نروژ را ترک کرد و از طریق آلمان و سوئیس به فرانسه رفت. بعد از گذراندن دوره دانشگاهی الهیات در پاریس، در سال ۱۸۴۱ به همراه همسرش به نروژ بازگشت و در یک مدرسه خصوصی شروع به تدریس کرد.
سپس به همراه خانواده به درامن، زادگاه همسرش نقل مکان کرد و در آنجا مارکوس به عنوان سردبیر روزنامه محلی شروع به کار کرد ولی بعد از چند ماه به دلیل داشتن نظرگاه‌های سیاسی از کار اخراج شد. در این‌جا بود که او فعالیت‌های سیاسی خود را شروع کرد.

## جنبش کارگری
۲۷ دسامبر ۱۸۴۸، مارکوس‌ ترین اتحادیه کارگری درامن را با ۱۶۰ عضو تأسیس کرد. در درجه اول این اتحادیه برای کشاورزان و دهقانان بود و بنابراین نمی‌توانست به عنوان اتحادیه کارگری نروژ شناخته شود. مارکوس یک پرونده برای ثبت این جنبش ارائه داد که توسط دولت رد شد. این اتحادیه خواهان یک انقلاب بود. اگر چه مارکوس تلاش کرد که این جنبش را متوقف کند ولی مقامات دولتی این را فرصتی برای دستگیری وی دانسته و او را به همراه ۱۳۲ دیگر عضو این اتحادیه در تاریخ ۲۵ ژوئن ۱۸۵۵ به چهار سال حبس محکوم کردند.
بعد از آزادی نیز تلاش‌های او برای احیای این جنبش موفق نبود.

## پس از جنبش
بعد از فروپاشی جنبش، مارکوس به کار عکاسی روی آورد، و بعد از مرگ همسرش به آمریکا رفت. در آنجا شروع به فعالیت‌های سیاسی حول مهاجرین اسکاندیناوی کرد و به عنوان خبرنگار شروع به کار کرد.
مارکوس چندین نمایشنامه برای مخاطبان نروژی نوشت. تئاتر نروژی (Norske Teater) در شیکاگو، ایلینوی توسط وی در سال ۱۸۶۶ در این شهر تأسیس شد.

## میراث
اگر چه جنبش او چند سال بیشتر دوام نیاورد ولی مارکوس مشارکت مهمی در سیاسی شدن قشر کارگر نروژ داشت. حزب کارگر نروژ در سال ۱۸۸۷ تأسیس شد و از او به عنوان یکی از مؤسسین و پدر این جنبش نام برده می‌شود.